# Aeroportul Kismayo
Aeroportul Kismayo (IATA: KMU, ICAO: HCMK) este un aeroport din Jubbada Hoose⁠(d), Jubaland⁠(d), Somalia ce deservește zona Kismayo. A fost numit după zona deservită.
Situat la o altitudine de 15 m, aeroportul dispune de o singură pistă.